# Jan Hadrava (politik)
Jan Hadrava (* 30. ledna 1955 Ostrov nad Ohří) je český politik, po sametové revoluci československý poslanec Sněmovny národů Federálního shromáždění za Občanské fórum, od 90. let starosta města Loket, počátkem 21. století senátor za obvod č. 2 – Sokolov za US-DEU a předseda US-DEU v letech 2006-2007.

## Vzdělání, profese a rodina
Vystudoval Střední průmyslovou školu ve Dvoře Královém nad Labem. Pracoval jako textilní technik v závodě Krajka Libavské Údolí, pak jako zásobovač a dělník v kulturním středisku v Sokolově. Na konci 70. let zřídil s přáteli poetický klub, kde se prezentovala i neoficiální literatura, čímž si vysloužil zájem Státní bezpečnosti.
Je ženatý, má dvě dcery.

## Politická kariéra
V listopadu 1989 byl mluvčím Občanského fóra v Sokolově. V lednu 1990 zasedl v rámci procesu kooptací do Federálního shromáždění po sametové revoluci do české části Sněmovny národů (volební obvod č. 25 – Karlovy Vary, Západočeský kraj) jako bezpartijní poslanec, respektive poslanec za Občanské fórum (v původním návrhu kooptace měl poslanecký post získat Richard Mundil). Ve Federálním shromáždění setrval do voleb roku 1990.
V 90. letech působil jako komunální politik ve městě Loket. Po dobu desíti let byl starostou Lokte. V komunálních volbách roku 1994 byl zvolen do zastupitelstva Lokte jako nezávislý kandidát. Mandát obhájil v komunálních volbách roku 1998, nyní již za Unii svobody, do níž vstoupil roku 1998. Za ni mandát obhájil v komunálních volbách roku 2002 a komunálních volbách roku 2006.
V letech 2000–2006 byl senátorem, když v senátních volbách v roce 2000 porazil nestraníka kandidujícího za ODS Karla Černíka. V senátu působil jako člen Mandátového a imunitního výboru a Výboru pro zdravotnictví a sociální politiku. Ve volbách roce 2006 svůj mandát neobhajoval.
V březnu 2005 rezignoval z předsednictva US-DEU, protože vedení strany nepodpořilo jeho návrh odejít z vlády Stanislava Grosse.
Do vedení strany se vrátil v červenci 2006, kdy byl po neúspěchu US-DEU ve volbách do poslanecké sněmovny roku 2006 zvolen předsedou US-DEU. Ve funkci předsedy této strany setrval do června 2007, kdy ho vystřídal Jan Černý.